# أندريا زافيراكو
أندريا زافيراكو هي معلمة بريطانية، فازت في العام 2018 بجائزة المعلم العالمية لعام 2018. وهي معلمة فنون ومنسوجات في مدرسة ألبيرتون المجتمعية في شمال غرب لندن، إنجلترا.

## سيرتها المهنية
ولدت زافيراكو في شمال غرب لندن لأبوين قبرصيين يونانيين وتلقيت تعليمًا حكوميًا في برنت وكامدن. عملت طوال حياتها المهنية التعليمية لمدة 12 عامًا في مدرسة ألبيرتون المجتمعية وتمت ترقيتها إلى نائب رئيس الفنون في غضون عام من وصولها. تشغل الآن منصب نائب مدير المدرسة المساعد الذي يقود التطوير المهني للموظفين. وهي متزوجة من مدرب لياقة ولديها ابنتان.

## مدرسة ألبيرتون
مدرسة ألبيرتون المجتمعية هي مدرسة ثانوية مختلطة تقع في شمال غرب لندن مع استيعاب الطلاب الذي يعكس مجموعة متنوعة من الخلفيات. هناك حوالي 130 لغة يتم التحدث بها في منطقة برنت في لندن، وقد علمت السيدة زافيراكو نفسها العبارات الأساسية التي يستخدمها الأطفال في حوالي 35 لغة منها - بما في ذلك الهندية والغوجاراتية والتاميلية - في محاولة لبناء روابط مع تلاميذها وعائلاتهم. [1]
«من خلال حث الطلاب على الانفتاح على حياتهم المنزلية، اكتشفت أن العديد من طلابي يأتون من منازل مزدحمة حيث تتشارك عدة عائلات في ملكية واحدة.» قالت السيدة زافيراكو.
«غالبًا ما تكون مزدحمة جدًا وصاخبة لدرجة أنني طلبت من الطلاب أن يخبروني أنه يتعين عليهم أداء واجباتهم المدرسية في الحمام، فقط لأخذ بضع لحظات بمفردهم حتى يتمكنوا من التركيز.»
«المدهش هو أنه مهما كانت المشكلات التي يواجهونها في المنزل، أو ما ينقصهم من حياتهم أو يسبب لهم الألم، فإن مدرستنا هي ملكهم».
نظمت أندريا زافيراكو دروسًا إضافية خلال النهار وعطلة نهاية الأسبوع، بما في ذلك إعطاء التلاميذ مكانًا هادئًا للعمل.

## أساليب التدريس
«(التدريس) كل شيء عن بناء العلاقات. بدلًا من القلق بشأن تدريس المنهج أو التأكد من أن لديك بيئة صفية صارمة، قم ببناء علاقاتك أولاً. احصل على أطفالك على متن الطائرة، وتواصل معهم، واكتشف ما يثير اهتمامهم. بناء العلاقة وبناء تلك الثقة. وبعد ذلك يمكن أن يحدث كل شيء».
عندما يأتي طفل إلى مدرسة ثانوية كبيرة مخيفة ويحييه المعلم بلغته الخاصة، يتم استقطاب الطفل، وينال الوالدان إعجابهما أيضًا وسيأتيان إلى المدرسة عند الطلب.
بدأت السيدة زافيراكو بالفن، حيث رأته وسيلة اتصال خالية من اللغة. كانت ستعرف الأطفال على فن ثقافتهم قبل ربطها بحركات الفن الغربي الأبيض المنصوص عليها في المناهج الوطنية. كانت على دراية بمستويات الحرمان التي يعاني منها تلاميذها، حيث يعيش العديد من العائلات في منزل واحد حيث يمكنهم استخدام المطبخ أو الحمام. أوجدت مساحة للأطفال للعمل بعد المدرسة وقدمت دروسًا حول الرفاهية واليوغا. تم تعديل المنهج لجعل العديد من المواد التطبيقية أكثر من النظرية.

## أنظر أيضا
- حنان الحروب

## الروابط الخارجية
- تعرف على الفائز بجائزة المعلم العالمية 2018 ؛ globalteacherprize.org